# Macromitrium speirostichum
Macromitrium speirostichum är en bladmossart som beskrevs av C. Müller 1874. Macromitrium speirostichum ingår i släktet Macromitrium och familjen Orthotrichaceae. Inga underarter finns listade i Catalogue of Life.